# Астахов, Евгений Григорьевич
Евгений Григорьевич Астахов (род. 3 ноября 1939) — судья всесоюзной категории, инспектор волейбольных соревнований, председатель президиума Всероссийской федерации волейбола 1996г., главный судья Российских соревнований по волейболу Супер и Высшей лиг мужских команд сезона 1996-1997.